# Afar
Afar (amh. አፋር) – region administracyjny we wschodniej Etiopii, z siedzibą władz w mieście Asajta. Sąsiaduje z Erytreą na północnym wschodzie, Dżibuti na wschodzie, z regionami: Tigraj na północnym zachodzie, Amharą na zachodzie, Dyrie Daua na południowym wschodzie, Somali na południowym wschodzie i z Oromią na południu.
Region ma powierzchnię 96 256 km² i w roku 2012 liczył ok. 1 mln 412 tys. mieszkańców.
- Skład etniczny: Afarowie 91,8%, Amharowie 4,5%, Arggoba 0,92%, Tigraway 0,82%, Oromo 0,7%, Wolaita 0,45% i Hadiya 0,013%.
- Religie: muzułmanie 96%. prawosławni chrześcijanie 3,86%, protestanci 0,09%, katolicy 0,02%
- Języki: afar 90,8%, amharski 6,68%, tigrinia 0,74% oromo 0,68%, argobba 0,4% i wolaitigna 0,26%.

Region utrzymuje się głównie z pasterstwa (wielbłądy, bydło, kozy). Istnieje także słabo rozwinięta uprawa roli (kukurydza, fasola, sorgo, banany). Prowadzi się także handel, głównie solą.
Teren jest w większości płaski (wysokość: od 116 do 1600 metrów nad poziomem morza). Najwyższy szczyt – Mussa-Alle o wysokości 2063 m. Występują dwie pory roku: sucha (średnia temperatura: 25 °C) i deszczowa (temperatura dochodzi do 48 °C), Średnia opadów: 187,9 mm.

## Znaleziska kopalne
W regionie Afar, w okolicach Hadar odnaleziono szczątki Australopithecus afarensis, odkryty żeński osobnik tego gatunku otrzymał później imię Lucy. 5 marca 2005 roku odnaleziono kolejne szczątki, których wiek jest szacowany na 3,8–4 milionów lat. Są one uważane za najstarsze pozostałości po człekokształtnych i dwunożnych istotach na świecie.